# 優眾指數
優眾指數（英語：Quality-Mass Index，QMI），是2011年初亞洲電視連同香港大學民意研究計劃就電視收視統計作出的新方法，目的是顯示電視節目的「叫好」和「叫座」力。